# Friedrich Wilhelm Adam Sertürner
Friedrich W. A. Sertürner (Paderborn, 19 de junio de 1783 - 20 de febrero de 1846) fue un farmacéutico alemán pionero en 1804 del descubrimiento y aislamiento de la morfina.
Interesado por el opio desde muy pronto, aisló el ácido mecónico y una sustancia de carácter básico que consideró como el elemento propio de la acción narcótica.
Aprendiz de farmacéutico desde los 16 años, consiguió su propia farmacia en 1809 en Einbeck, donde estuvo hasta 1820 en que se trasladó a Hamelm.
En 1831 recibió el premio Monthyon de la Académie des Sciences de París por haber comprobado la naturaleza alcalina de la morfina, hallazgo que posibilitó que Paul Traugott Meissner formulase el concepto de alcaloide en Viena.